# Dražice
Dražice là một làng thuộc huyện Tábor, vùng Jihočeský, Cộng hòa Séc.

## Tập ảnh

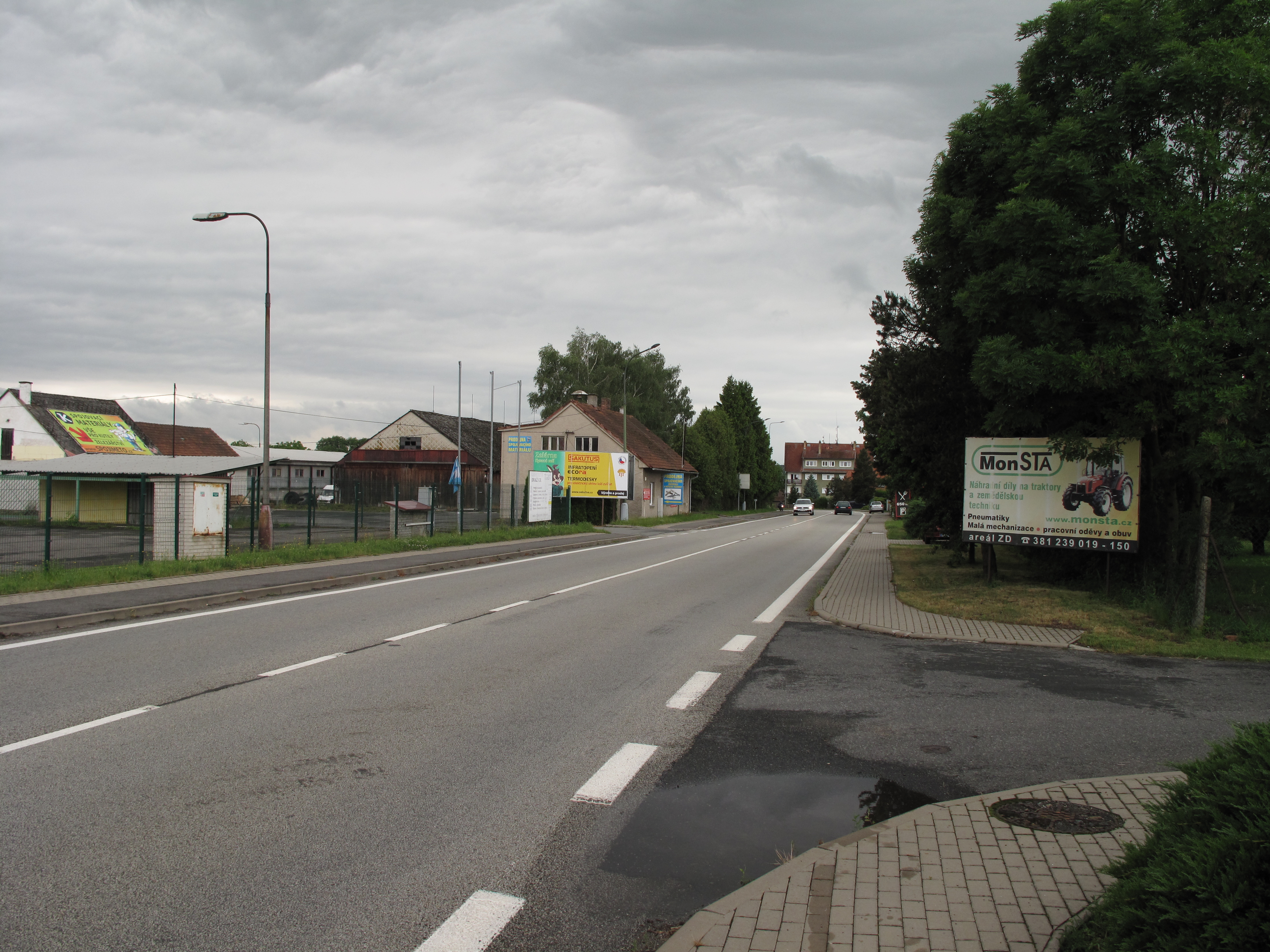
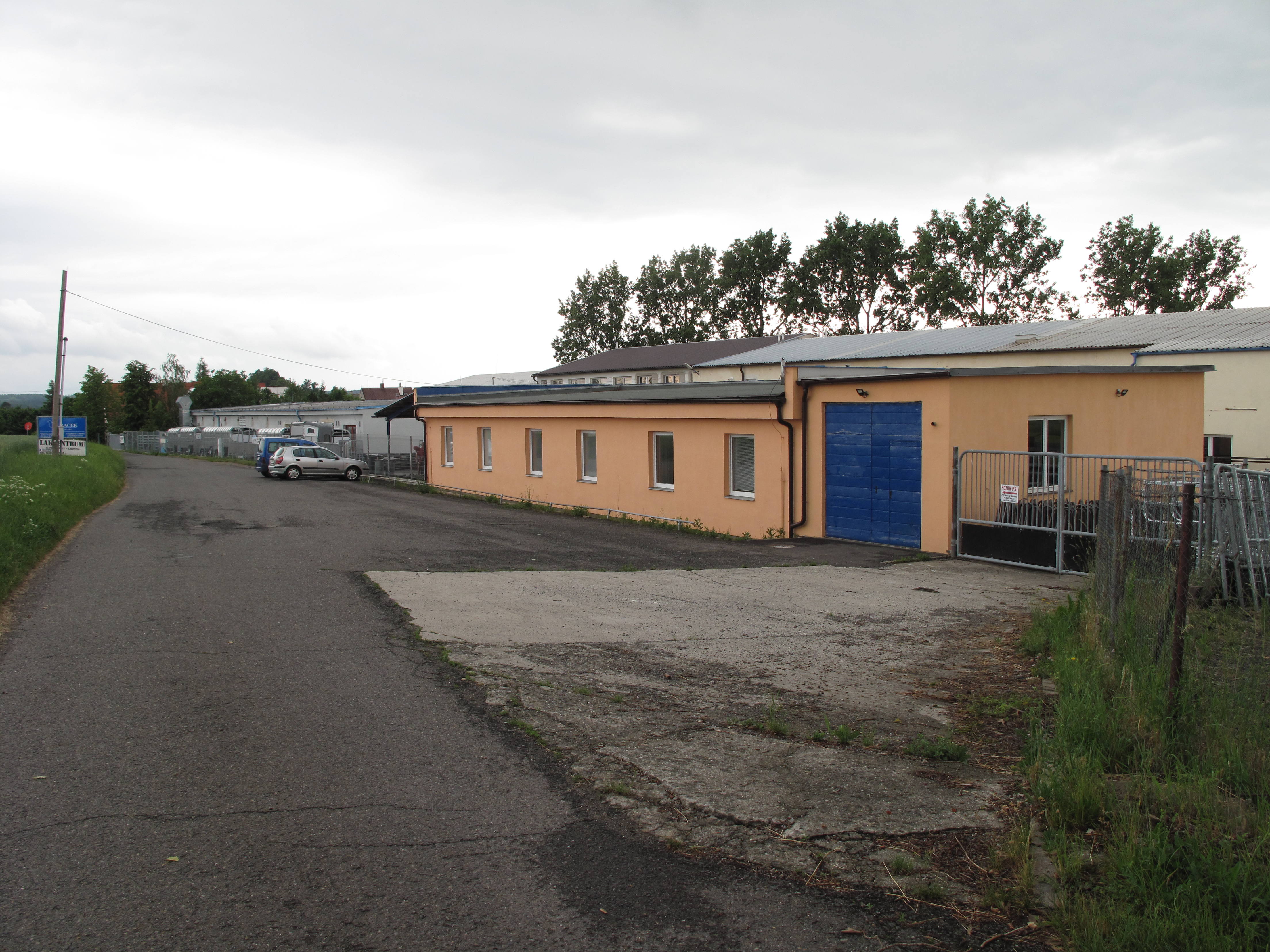
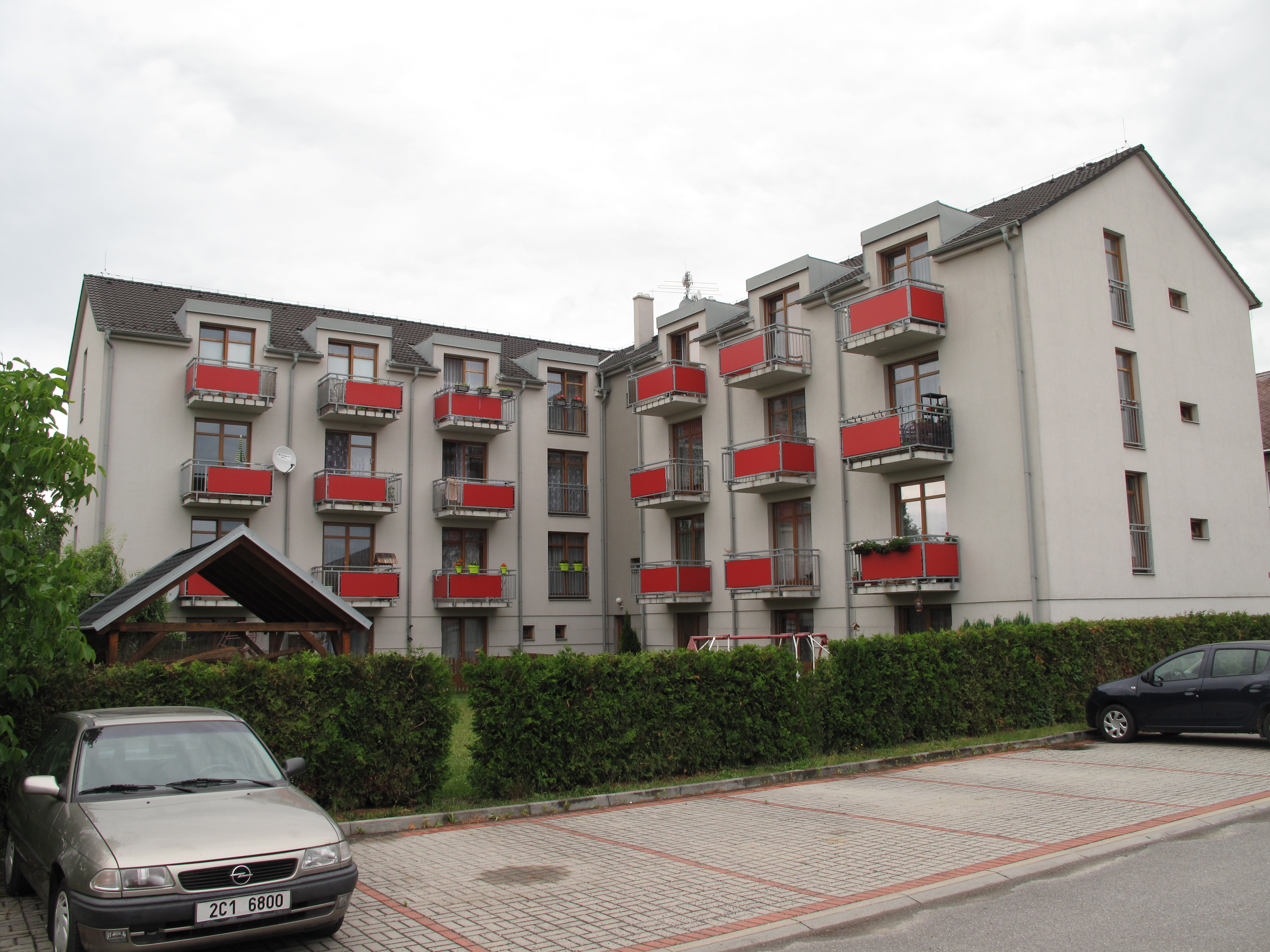
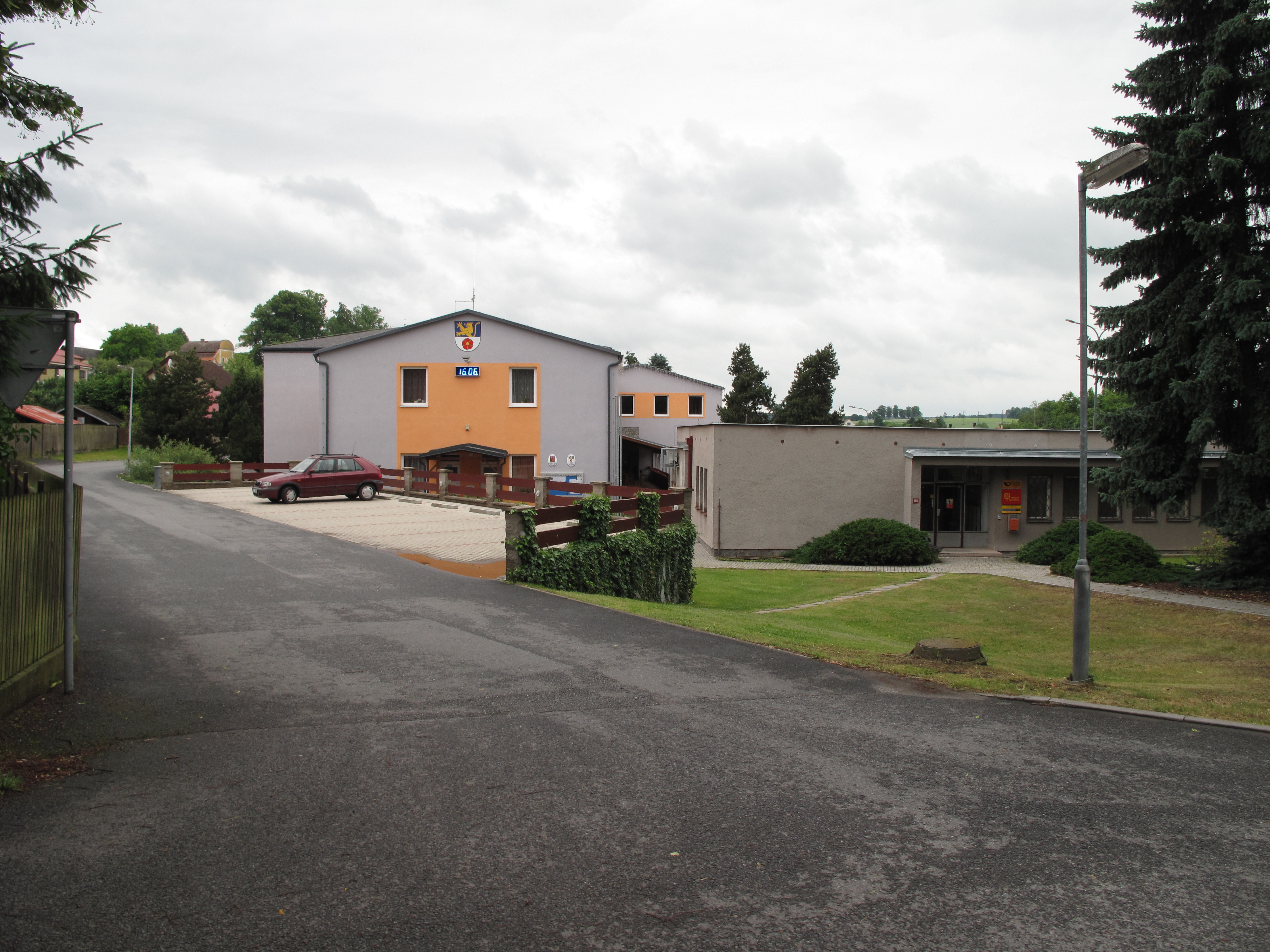
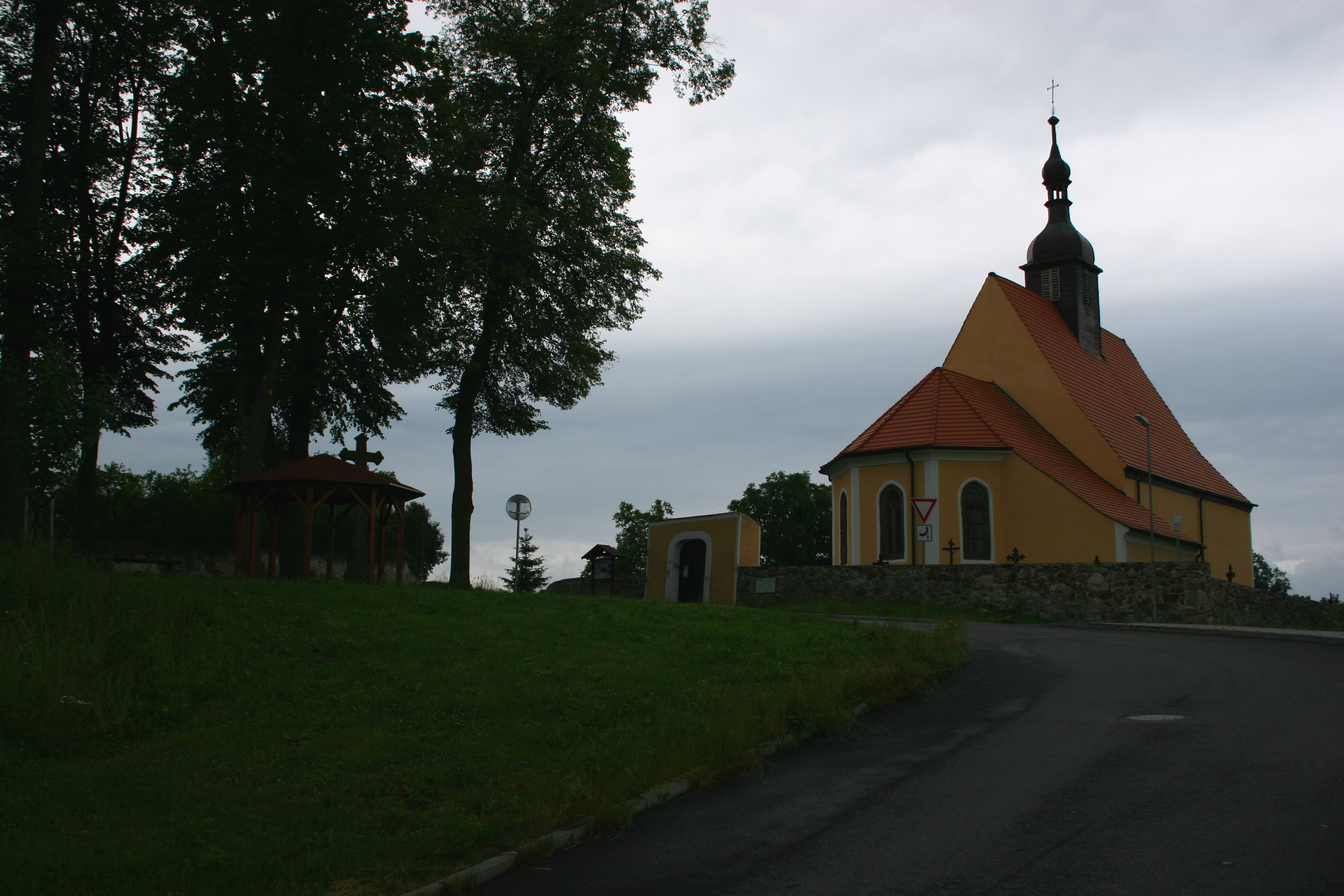